# Лутай, Андрей Владимирович
Андре́й Влади́мирович Лута́й (род. 24 июля 1986, Белгород, РСФСР, СССР) — российский фигурист. Мастер спорта Международного класса. Серебряный медалист чемпионатов России 2007 и 2008 годов. Бронзовый призёр Чемпионата России 2009. Участник чемпионатов Европы и Мира. Лучшее достижение на международной арене пятое место на чемпионате Европы и 10 место на чемпионате Мира. Завоевал 5 место на зимней Универсиаде в 2005 году. Участник юниорских и взрослых Гран-При. Победитель Международных соревнований.
В настоящее время — тренер по фигурному катанию, работает в Болгарии.

## Карьера
Заниматься фигурным катанием Андрей начал в родном Белгороде. Его первым тренером стала сестра — Елена Антюфеева. Она же, когда обнаружился его спортивный талант, привезла спортсмена в Санкт-Петербург в группу к Алексею Мишину.
Первого значительного успеха Андрей добился в сезоне 2006/2007 годов, когда на чемпионате России, проходившем в подмосковных Мытищах, занял второе место. В том же году на чемпионате Европы он занял очень высокое 5—е место. 
Андрей выполнил Мастера спорта Международного класса.

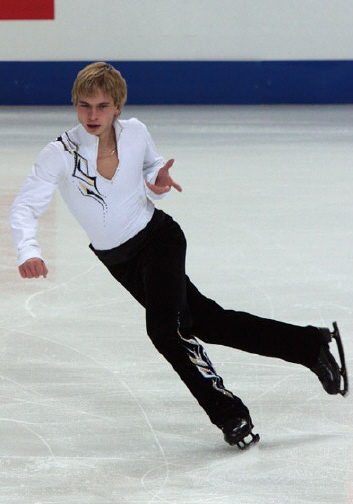
Андрей Лутай на чемпионате Европы 2009 года.

В следующем сезоне, 2007—2008 годов, Андрей Лутай не слишком удачно выступил на этапах Гран-при Skate America и Cup of Russia, став 7-м и 9-м соответственно. На чемпионате России повторил свой прошлогодний результат, а на чемпионате Европы занял 8-е место.
В сезоне 2008—2009 А. Лутай выступал на «Trophée Eric Bompard». Выступил в серии, став во Франции 11-м, а в Японии 8-м. На национальном первенстве занял третье место и вошёл в сборную на чемпионат Европы Стал известен состав сборной России на ЧЕ по фигурному катанию. Там занял седьмое место и этот результат стал лучшим результатом российских одиночников на турнире (Воронов — 9 место, Бородулин — 13-е). По результатам чемпионата Европы был включен в сборную на чемпионат мира, где у России есть право выставить только двоих участников. На чемпионате мира 2009 впервые в карьере вошёл в десятку и обеспечил России два места на Олимпиаде в Ванкувере.

## Арест в США

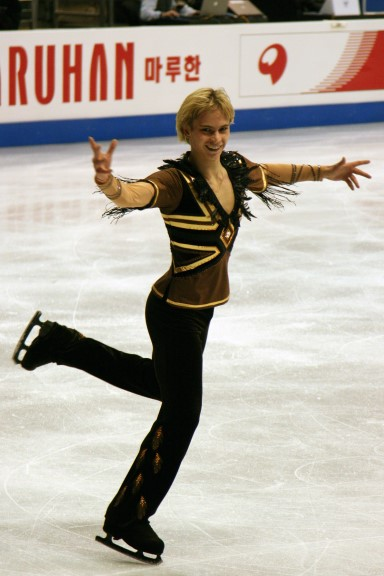
Андрей Лутай на чемпионате мира 2009 года.

В ноябре 2009 года, по окончании турнира Skate America, занявший 10-е место, Андрей Лутай был арестован полицией города Лейк-Плэсида (штат Нью-Йорк, США) по обвинениям в угоне автомобиля и управлении транспортным средством в состоянии алкогольного опьянения. Фигурист был заключен под стражу, а за его освобождение под залог была названа сумма в 200 тысяч долларов. 19 ноября Лутай был выпущен из под стражи после предварительных слушаний по делу. Обвинения в угоне автомобиля были сняты, но остались обвинения нарушении правил дорожного движения. Следующее слушание по делу Андрея Лутая было перенесено из-за того, что представители обвинения в суд не явились. Фигуриста отпустили в Россию, взяв подписку о том, что по первому же требованию он должен будет вернуться в Лейк-Плэсид. 
25 ноября 2009 года президиум Федерации фигурного катания России, за нарушение спортивного режима, вывел Андрея Лутая из состава сборной команды страны на сезон 2009—2010 и отстранил его от участия во всероссийских и международных соревнованиях проводимых ФФККР на срок до 15 ноября 2010 года.

## Тренерская карьера
По окончании дисквалификации Андрей в спорт не вернулся. В настоящее время[когда?] он работает тренером по фигурному катанию в Болгарии. В частности, тренирует болгарского одиночника грузинского происхождения Георгия Кенчадзе и болгарскую одиночницу израильского происхождения Александра Фейгин.

## Личная жизнь
В апреле 2010 года Андрей женился на болгарской фигуристке, выступавшей ранее в танцах на льду с Юрием Куракиным, Инне Демиревой (Инна — сестра Албены Денковой). В сентябре 2010 года у них родилась дочь Сильвия.

## Спортивные достижения
| Соревнования/Сезоны            | 2002—2003 | 2003—2004 | 2004—2005 | 2005—2006 | 2006—2007 | 2007—2008 | 2008—2009 | 2009—2010 |
| ------------------------------ | --------- | --------- | --------- | --------- | --------- | --------- | --------- | --------- |
| Чемпионаты мира                |           |           |           |           | 20        |           | 10        |           |
| Чемпионаты Европы              |           |           |           |           | 5         | 8         | 7         |           |
| Чемпионаты России              | 8         | 4         | 7         | 7         | 2         | 2         | 3         |           |
| Этапы Гран-при:Cup of Russia   |           |           |           |           |           | 9         |           |           |
| Этапы Гран-при:Trophée Bompard |           |           |           |           |           |           | 11        |           |
| Этапы Гран-при:Skate America   |           |           |           |           |           | 7         |           | 10        |
| Этапы Гран-при:NHK Trophy      |           |           |           |           |           |           | 9         |           |
| Турниры Finlandia Trophy       |           |           |           |           |           |           | 8         |           |
| Мемориал Карла Шефера          |           |           |           |           | 1         |           |           |           |